# Blackwell, Oklahoma
Blackwell är en ort i Kay County i delstaten Oklahoma, USA.